# Republic Records
A Republic Records egy amerikai lemezkiadó, tulajdonosa a Universal Music Group (UMG). 

## Története
Avery Lipman és Monte Lipman alapította független kiadóként 1995-ben, majd 5 évvel később felvásárolta a UMG. Eredetileg a Universal/Motown Records Group leányvállalataként működött, majd átnevezték Universal Republic Records-ra, 2006-os újraszervezése után. 2012-ben visszatért az eredeti nevéhez.

## Előadók listája

### #–B
- 3 Doors Down
- AFI
- AJR (Mercury Records)
- Akon
- Aminé
- Angelina Jordan
- Animal Liberation Orchestra (Brushfire Records)
- Anthony Ramos
- Andy Black (Lava Records)
- Zee Avi (Brushfire Records)
- Aziatix (Cash Money Records)
- Thomas Azier (Casablanca Records)
- Amanda Reifer (Republic Records)
- Bahamas (Brushfire Records)
- The Band Perry (Republic Nashville)
- James Bay (Mercury Records)
- Benee
- Belly (XO Records)
- Marc E. Bassy
- Birdman (Cash Money Records)
- B. Smyth (Young Money Entertainment/Cash Money Records/We the Best/Motown Records)
- Birds of Tokyo (Lava Records)
- Black Atlass (XO Records)
- Black Sabbath (Vertigo/Republic) (Amerika/Kanada)
- Black Veil Brides
- James Blake
- Bow Wow (Cash Money Records)
- Danielle Bradbery
- Dionne Bromfield
- Andy Bull
- Bo Burnham
- Craig Wayne Boyd (Dot Records)

### C–F
| - The Cab - Sofia Carson (Hollywood Records) - Brynn Cartelli - Caskey (Cash Money Records) - Charles Hamilton - Chris Richardson (Cash Money Records) - City Morgue (Hikari-Ultra Records) - Alex Clare (Island Records) - Colbie Caillat - Matt Costa (Brushfire Records) - Crystal Castles (Casablanca Records) - Cut Copy (Loma Vista Recordings) | - Tessanne Chin - Chelsea Cutler - DNCE - Drake (Young Money/OVO Sound) - Dev - Eli Young Band (Republic Nashville) - Euro - Em Beihold - Florence and the Machine (Amerika) - Florida Georgia Line (Republic Nashville) - Sawyer Fredericks - Flaw |

### G–J
| - G. Love (Brushfire Records) - Ghost (Loma Vista Recordings) - Zach Gill (Brushfire Records) - Ariana Grande - Conan Gray - Christina Grimmie (Island Records) - Peter Gabriel (Real World Records/Mercury Records) - Glass Animals (amerikai terjesztés - Godsmack - Gotye - Greta Van Fleet (Lava Records) - Gudda Gudda (Young Money) - Cory Gunz (Young Money) - Get Scared (Fearless Records) - Neil Halstead (Brushfire Records) - Mayer Hawthorne - Angel Haze | - He Is We - Paris Hilton (Cash Money Records) - Ace Hood (Cash Money Records) - Ben Howard - Hollywood Vampires - Sundance Head - Itzy (JYP Entertainment) - Paris Jackson - Jack Johnson (Brushfire Records) - James Graham - Jeremy Zucker - Jessica Sanchez - Jessie J (Lava Records) - Jonas Brothers - Julia Michaels - Justine Skye (Roc Nation) - JPEGMAFIA |

### K–M
| - Kalin and Myles - Kash Doll - KA$HDAMI - Kavinsky (Casablanca Records) - Mat Kearney - Klangkarussell (Casablanca Records) - Kid Cudi - Kira Kosarin - Kim Petras - King Charles - Josh Kaufman - The Last Bison - Kiana Ledé - Lifer - Lil Tecca (Galactic Records) - Lil Twist (Young Money) - Lil Wayne - Limp Bizkit (Cash Money Records) - Lindsay Lohan (Casablanca Records) - Little Dragon (Loma Vista Recordings) | - The Lonely Island - Lorde (Lava Records) - Seth MacFarlane - Madeon (Casablanca Records) - Clare Maguire - Maluca - Adrian Marcel - Damian Marley (Tuff Gong) - Ida Maria (Lava Records) - Metro Boomin (Boominati Worldwide) - Shawn Mendes (Island Records) - Isabela Merced - Mika - Christina Milian (Young Money) - Nicki Minaj (Young Money) - James Morrison - Mystikal (Cash Money Records) - Matt McAndrew - Maty Noyes - Mushroomhead |

### N–R
| - The Naked and Famous - Nav (XO Records) - Natalie La Rose - Noah Kahan - Of Monsters and Men - Oleander - Otto Knows (Casablanca Records) - Owl City - Oh Wonder (Angliában: Island Records) - Pacific Air - Liam Payne (Egyesült Királyságban: Capitol Records) - Pearl Jam - Phantogram - Picture This | - Poppy (Lava Records) - Pop Smoke (Victor Victor Worldwide) - Cassadee Pope (Republic Nashville) - Post Malone (Mercury Records, 2022 óta) - The Presets (Casablanca Records) - Psy (P-Nation) - Push Baby (School Boy Records) - RDGLDGRN - Rhye (Loma Vista Recordings) - Chris Richardson (Cash Money Records) - Rilès - The Royal Concept (Lava Records) - Kevin Rudolf (Cash Money Records) - Rose Villain (Eddie O Entertainment) |

### S–Z
| - Sage the Gemini - Sarah Hyland - The Score - The Secret Sisters - Shanell (Young Money) - Shania Twain (Republic Nashville) - Ski Mask the Slump God (Victor Victor Worldwide) - Snow Patrol - SoMo - Stafford Brothers (Cash Money Records) - Hailee Steinfeld - Rod Stewart (Mercury Records) - Sfera Ebbasta - Stromae - Swedish House Mafia - Taylor Swift (Taylor Swift Productions, Inc.) - Stray Kids (JYP Entertainment) - The Avett Brothers (American Recordings) - Trans-Siberian Orchestra (Lava Records) - TRI.BE (TR Entertainment) - Maxi Trusso (Pirca Records) | - tana (Galactic Records) - Tyga (Young Money) - The Hollywood Vampires - The Soundtrack of Our Lives - TXT (Big Hit Music) - TWICE (JYP Entertainment) - The Score - The Gospel Heart - Us The Duo - Vado (Cash Money Records) - Volbeat - Amy Winehouse - The Weeknd (XO Records) - Tim Westwood (Cash Money Records) - Weezer - Karl Wolf - The Young Professionals (Casablanca Records) - Youngblood Hawke - Yung Gravy - Zendaya (Hollywood Records) - ZillaKami (Hikari-Ultra Records) |

## Leányvállalatok
| - 21 Entertainment - American Recordings - Anti (digitális terjesztés) - Uptown Records - Aware Records - Beauty Marks Entertainment - Big Hit Music (TXT kiadások) - Boominati Worldwide - Brushfire Records - Casablanca Records - Cash Money Records - Electric Feel Records - Galactic Records | - Federal Films - The Heavy Group - Hikari-Ultra - Lava Records - Mercury Records - Monkeywrench Records - Republic Nashville - School Boy Records - Victor Victor Worldwide - Wicked Awesome Records - XO - Young Money Entertainment - Taylor Swift (digitális kiadások) |